# 1920年アントワープオリンピックのイタリア選手団
1920年アントワープオリンピックのイタリア選手団（1920ねんアントワープオリンピックのイタリアせんしゅだん）は、1920年8月14日から9月12日にかけてベルギーのアントウェルペン州アントワープで開催された1920年アントワープオリンピックのイタリア選手団、およびその競技結果。

## 概要
今大会は金メダル13個、銀メダル5個、銅メダル5個の合計23個のメダルを獲得した。

## メダル
| メダル | 選手名                                                                                      | 競技   | 種目                  |
| ------ | ------------------------------------------------------------------------------------------- | ------ | --------------------- |
| 金     | ウーゴ・フリジェリオ                                                                        | 陸上   | 男子3km競歩           |
| 金     | ウーゴ・フリジェリオ                                                                        | 陸上   | 男子10km競歩          |
| 金     | プリモ・マニャーニ アルナルド・カルリ ルッジェリオ・フェッラリオ フランコ・ジョルジェッティ | 自転車 | 男子4000m団体追い抜き |
| 銅     | ヴァレリオ・アリ                                                                            | 陸上   | 男子マラソン          |
| 銅     | エルネスト・アンブロジーニ                                                                  | 陸上   | 男子3000m障害         |